# Webera carneoides
Webera carneoides är en bladmossart som beskrevs av Hugh Neville Dixon och Badhwar 1938. Webera carneoides ingår i släktet Webera och familjen Bryaceae. Inga underarter finns listade i Catalogue of Life.